# Vágvölgyi vasút

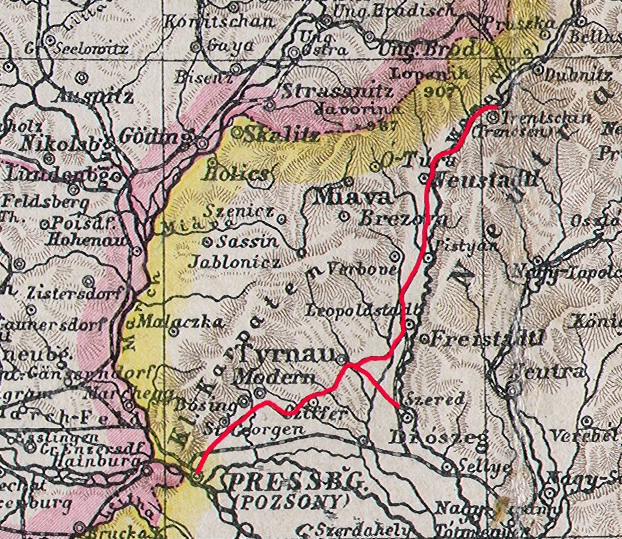
A Vágvölgyi Vasút vonalhálózata

A Vágvölgyi Vasút egy vasúttársaság az egykori Magyarországon, melynek vonalhálózata a mai Szlovákia területén van. A vasúti pálya Pozsonytól északra kezdődött és a Vág völgyében futott.

## Története
A Vágvölgyi Vasút előfutára a Nagyszombati Lóvasút volt  mely 1846-tól üzemelt Pozsony és Szered (ma:Sered) között. Ezt a céget vásárolta meg 1871-ben az újonnan alapított Vágvölgyi Vasút. A koncessziót a Magyar Királyság adta 1872-ben egy normálnyomtávú gőzüzemű vasút építésére. A koncesszió része volt a Nagyszombati (ma: Trnava), a Trencséni (ma: Trenčín) és a Pozsony-Soproni szárnyvonal is. Egy további pályaszakaszra volt szükség, hogy megteremtse az összeköttetést a Kaiser Ferdinands-Nordbahn  (KFNB) hálózatával az  osztrák Lundenburgnál (ma: Břeclav)
Pénzügyi nehézségek miatt csak a Pozsony- Nagyszombat-Trencsén-Szered   vonal épült meg és állt üzembe a koncesszióba tartozó további vonalakat 1878-ig nem építették meg. 1879-ben a vasúttársaság eladta 138,428 km-es  vonalhálózatát a magyar államnak.
A Magyar Királyságtól  1882-ben azonban egy  vonalcsere részeként az Osztrák–Magyar Államvasút-Társaság-hoz  (ÁVT) került. Ugyanakkor az építést folytatták tovább Zsolnáig, ahol csatlakozott a Kassa-Oderbergi Vasúthoz és elágazott a Vlaratalbahn felé melyre az ÁVT kapott koncessziót. Ezen a két szakaszon 1884-ben és 1887-ben indult meg a forgalom. 1891-ben a Vágvölgyi Vasutat az ÁVT valamennyi magyarországi pályaszakaszával együtt államosították.
A vasútvonal ma is létezik. Most a Szlovák Köztársaság vasúthálózatának (ŽSR) része. A vasútvonal Pozsony-Trencsény közötti szakasza a Pozsony-Kassa fővonal része.

## Vonalai
- Pozsony–Trencsény (Bratislava–Trenčín; 121,498 km)
- Tyrnau–Szered (Nagyszombat–Szereď; 13,551 km)
- Ratzersdorf–Weinern (Rača-Vajnory; 3,379 km)

## Mozdonyok
| VVV-Nr. | Darabszám | Gyártó                  | Gyártási év | Jelleg | További sorsa                    | Kép |
| 1–3     | 3         | Bécsújhelyi Mozdonygyár | 1875        | 1B n2  | MÁV 171–173; 1924-ig selejtezték |     |
| 10–17   | 8         | Sigl/Bécsújhely         | 1873        | C n2   | MÁV 174–181, 1926-ig selejtezték |     |
| 20–22   | 3         | Sigl/Bécsújhely         | 1876        | C n2   | CFR 126–128                      | -   |

## Fordítás
- Ez a szócikk részben vagy egészben  a   Vágvölgyi vasút című német Wikipédia-szócikk fordításán alapul.  Az eredeti cikk szerkesztőit annak laptörténete sorolja fel. Ez a jelzés csupán a megfogalmazás eredetét és a szerzői jogokat jelzi, nem szolgál a cikkben szereplő információk forrásmegjelöléseként. Az eredeti cikk irodalma szintén ott található.